# Missões diplomáticas de Essuatíni

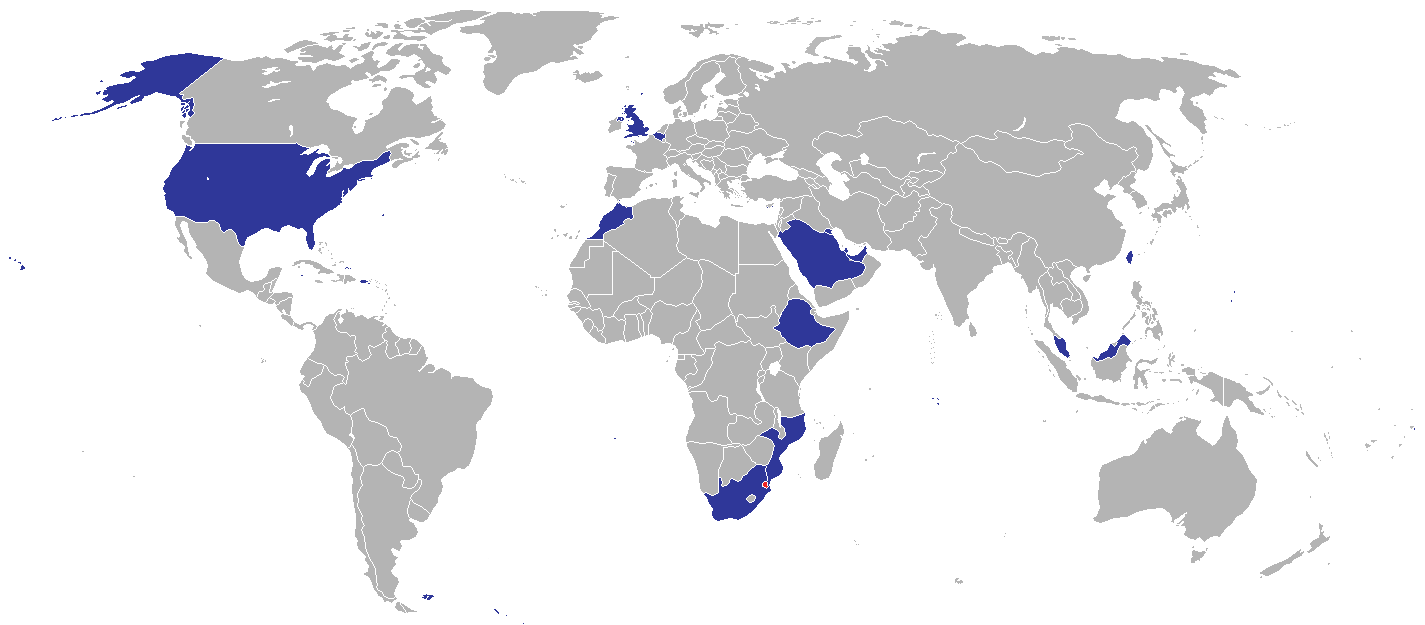
Missões diplomáticas de Essuatíni.

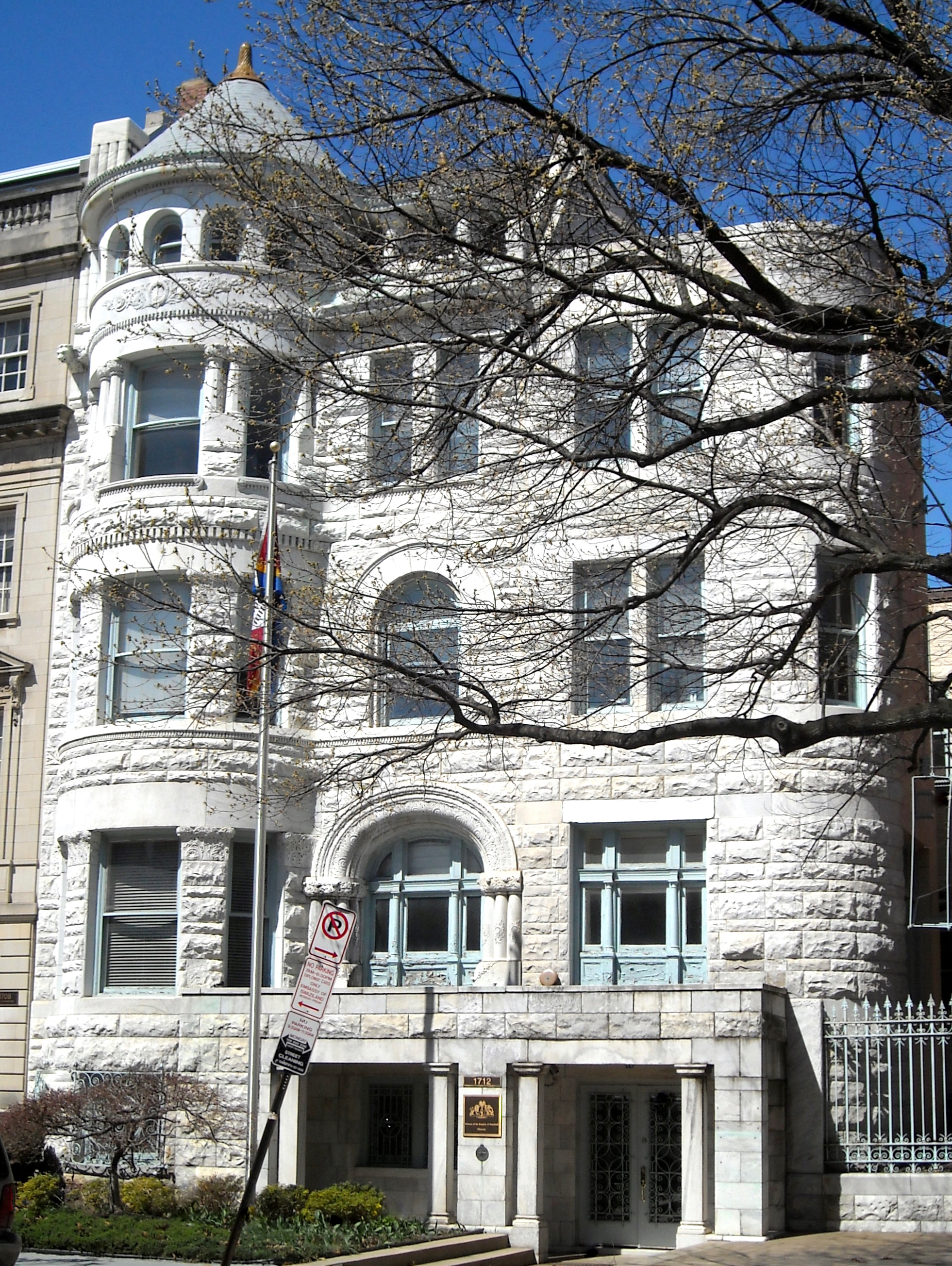
Embaixada de Essuatíni em Washington, D.C..

Abaixo estão listadas as embaixadas e consulados de Essuatíni:

## Europa
- Bélgica
  - Bruxelas (Embaixada)
- Reino Unido
  - Londres (Alta comissão)

## América do Norte
- Estados Unidos
  - Washington, D.C. (Embaixada)

## África
- África do Sul
  - Pretória (Alta comissão)
  - Johannesburgo (Consulado)
- Etiópia
  - Addis Ababa (Embaixada)
- Moçambique
  - Maputo (Alta comissão)

## Ásia
- Malásia
  - Kuala Lumpur (Alta comissão)
- Taiwan
  - Taipé (Embaixada)

## Organizações multilaterais
- Bruxelas (Missão à União Europeia)
- Nova Iorque (Missão permanente às Nações Unidas)